# Kiuola
Kiuola is een bestuurslaag in het regentschap Timor Tengah Utara van de provincie Oost-Nusa Tenggara, Indonesië. Kiuola telt 946 inwoners (volkstelling 2010).